# Списак заната
Ово је списак старих, традиционалних, али и модерних заната. Многи стари занати су данас потпуно нестали или су веома ретки и представљају део нематеријалног културног наслеђа. Називи заната често потичу из турског (турцизми) или немачког језика, што одражава историјске утицаје на овим просторима.
|  |  |  |  |  |  |  |  |  |  |  |  |  |  |  |  |  |  |  |  |  |  |  |  |  |  |  |  |  |  |

## А
| Занатлија (Мајстор) | Занат                  | Опис                                                                               | Референце |
| ------------------- | ---------------------- | ---------------------------------------------------------------------------------- | --------- |
| Абаџија             | Абаџијски занат        | Кројач народног одела од грубог, ваљаног сукна (абе).                              |           |
| Алас                | Аласки занат           | Професионални риболовац на реци.                                                   |           |
| Алваџија            | Алваџијски занат       | Занатлија који производи и продаје алву.                                           |           |
| Аракијаџија         | Аракијаџијски занат    | Занатлија који израђује плитке капе (аракије), подлоге за фесове. (Синоним: Капар) |           |
| Асурџија            | Асурџијски занат       | Занатлија који од мочварне биљке рогоза израђује простирке (асуре).                |           |
| Ашчија              | Ашчијски занат         | Стари назив за кувара, власника радње (ашчинице) која је продавала готова јела.    | [ 2 ]     |
| Ауто-механичар      | Аутомеханичарски занат | Мајстор за поправку и одржавање аутомобила.                                        |           |

## Б
| Занатлија (Мајстор) | Занат              | Опис                                                                                                | Референце |
| ------------------- | ------------------ | --------------------------------------------------------------------------------------------------- | --------- |
| Баруџија            | Баруџијски занат   | Занатлија који је производио барут.                                                                 |           |
| Бачвар              | Бачварски занат    | Мајстор који израђује дрвене судове попут буради, каца и бачви. (Синоними: пинтер, качар, бураџија) |           |
| Баштован            | Баштованство       | Занатски узгајивач поврћа, воћа и цвећа.                                                            |           |
| Берберин            | Берберски занат    | Занатлија који се бави бријањем, шишањем и израдом перика.                                          |           |
| Бојаџија            | Бојаџијски занат   | Занатлија који боји тканине, вуну и друга влакна.                                                   |           |
| Бомбонџија          | Бомбонџијски занат | Мајстор који ручно прави бомбоне, лизалице и друге слаткише.                                        |           |
| Бозаџија            | Бозаџијски занат   | Занатлија који производи и продаје бозу.                                                            |           |
| Бравар              | Браварски занат    | Занатлија који израђује и поправља браве, кључеве и друге металне предмете.                         |           |
| Бунарџија           | Бунарџијски занат  | Мајстор који копа и зида бунаре.                                                                    |           |
| Бурекџија           | Бурегџијски занат  | Мајстор специјализован за прављење бурека.                                                          |           |

## В
| Занатлија (Мајстор) | Занат                   | Опис                                                                              | Референце |
| ------------------- | ----------------------- | --------------------------------------------------------------------------------- | --------- |
| Ваљар               | Ваљарски занат          | Занатлија који је ваљањем у води обрађивао (згушњавао) тканину од сукна.          |           |
| Веб-дизајнер        | Веб-дизајн              | Занатлија дигиталног доба који креира изглед веб-сајтова.                         | [ 3 ]     |
| Везиља              | Везиљски занат          | Жена која се бавила уметничким везењем на платну.                                 |           |
| Витражиста          | Витраж                  | Уметник-занатлија који израђује витраже.                                          |           |
| Власуљар            | Власуљарски занат       | Занатлија који израђује перике, браде, бркове и друге уметаке од косе.            |           |
| Воденичар           | Воденичарски занат      | Мајстор који је радио у воденици и млео жито. (Синоним: млинар)                   |           |
| Водоинсталатер      | Водоинсталатерски занат | Мајстор за постављање и поправку водоводних инсталација. (Стари назив: сујолџија) |           |
| Воскар              | Воскарски занат         | Занатлија који прерађује восак и производи свеће. (Синоним: мумџија)              |           |
| Вуновлачар          | Вуновлачарски занат     | Занатлија који машински рашчешљава и чисти вуну.                                  |           |

## Г
| Занатлија (Мајстор) | Занат              | Опис                                                                                          | Референце |
| ------------------- | ------------------ | --------------------------------------------------------------------------------------------- | --------- |
| Гајтанџија          | Гајтанџијски занат | Занатлија који је плео и израђивао гајтане (вунене украсне траке).                            |           |
| Гравер              | Граверски занат    | Уметник-занатлија који урезује шаре, слова и украсе у метал, стакло или дрво.                 |           |
| Графички дизајнер   | Графички дизајн    | Уметник који креира визуелна решења за штампу и дигиталне медије.                             | [ 3 ]     |
| Грнчар              | Грнчарски занат    | Мајстор који на грнчарском точку израђује посуђе и друге предмете од глине. (Синоним: лончар) | [ 4 ]     |

## Д
| Занатлија (Мајстор) | Занат             | Опис                                                                                                | Референце |
| ------------------- | ----------------- | --------------------------------------------------------------------------------------------------- | --------- |
| Дактилограф         | Дактилографија    | Особа која се професионално бавила куцањем на писаћој машини.                                       |           |
| Димничар            | Димничарски занат | Занатлија који чисти и одржава димњаке. (Синоним: оџачар)                                           |           |
| Домаћа радиност     | Домаћа радиност   | Општи назив за производњу текстилних, дрвених и других предмета у оквиру домаћинства.               |           |
| Дрводеља            | Дрводељски занат  | Мајстор који се бави обрадом дрвета и израдом дрвених конструкција. (Синоними: столар, дограмаџија) |           |
| Дрвосеча            | Дрвосеча          | Радник који се професионално бави сечом дрвећа.                                                     |           |
| Дрндар              | Дрндарски занат   | Занатлија који је ручно, помоћу дрндара (справе сличне гудалу), растресао и чистио вуну.            |           |
| Дротар              | Дротарски занат   | Путујући мајстор који је поправљао (крпио) пробушено посуђе и калајисао га.                         |           |
| Дуборезац           | Дуборез           | Уметник-занатлија који израђује рељефне украсе у дрвету.                                            |           |
| Дуванџија           | Дуванџијски занат | Занатлија који је узгајао, обрађивао и продавао дуван.                                              |           |
| Дунђер              | Дунђерски занат   | Стари назив за грађевинског радника, дрводељу који је градио куће.                                  | [ 2 ]     |

## Ђ
| Занатлија (Мајстор) | Занат           | Опис                                                                            | Референце |
| ------------------- | --------------- | ------------------------------------------------------------------------------- | --------- |
| Крзнар              | Крзнарски занат | Занатлија који израђује и поправља одевне предмете од крзна. (Синоним: ћурчија) |           |

## Е
| Занатлија (Мајстор) | Занат                      | Опис                                                      | Референце |
| ------------------- | -------------------------- | --------------------------------------------------------- | --------- |
| Електроинсталатер   | Електроинсталатерски занат | Мајстор за постављање и поправку електричних инсталација. |           |

## Ж
| Занатлија (Мајстор) | Занат      | Опис                              | Референце |
| ------------------- | ---------- | --------------------------------- | --------- |
| Жонглер             | Жонглирање | Уметник који се бави жонглирањем. |           |

## З
| Занатлија (Мајстор) | Занат           | Опис                                                                                      | Референце |
| ------------------- | --------------- | ----------------------------------------------------------------------------------------- | --------- |
| Зидар               | Зидарски занат  | Мајстор који се бави зидањем грађевинских објеката. (Стари назив: неџар)                  |           |
| Зилџија             | Зилџијски занат | Стари занатлија који је ливењем од месинга израђивао звона, чираке, кантаре и слично.     | [ 1 ]     |
| Златар              | Златарски занат | Занатлија који израђује накит и друге предмете од племенитих метала. (Синоним: кујунџија) |           |

## И
| Занатлија (Мајстор)            | Занат                        | Опис                                                                                 | Референце |
| ------------------------------ | ---------------------------- | ------------------------------------------------------------------------------------ | --------- |
| Иконописац                     | Иконопис                     | Сликар који се специјализовао за израду икона.                                       |           |
| Мајстор за израду гребена      | Израда гребена               | Занатлија који је израђивао дрвене справе (гребене) за развлачење вуне.              |           |
| Каљевар                        | Израда каљева                | Мајстор који је производио керамичке плочице (каљеве) за облагање пећи.              |           |
| Мајстор за млинске каменова    | Израда млинских каменова     | Специјализовани клесар који је израђивао камене точкове за млинове.                  |           |
| Мајстор за музичке инструменте | Израда музичких инструмената | Мајстор који прави традиционалне музичке инструменте (фруле, гусле, гајде, шаргије). |           |

## Ј
| Занатлија (Мајстор) | Занат              | Опис                                                        | Референце |
| ------------------- | ------------------ | ----------------------------------------------------------- | --------- |
| Јорганџија          | Јорганџијски занат | Занатлија који ручно шије и пуни јоргане, душеке и јастуке. |           |

## К
| Занатлија (Мајстор) | Занат               | Опис | Референце |
| ------------------- | ------------------- | --- | --------- |
| Казанџија           | Казанџијски занат   | Мајстор који израђује казане, котлове и друго посуђе од бакра.                                            |           |
| Казаз               | Казаски занат       | Стари занатлија који је израђивао позамантерију (украсне траке, гајтане, кићанке).                        | [ 2 ]     |
| Калдрмџија          | Калдрмџијски занат  | Мајстор који је постављао камену коцку (калдрму) по улицама.                                              |           |
| Калпакџија          | Калпакџијски занат  | Мајстор који је правио калпаке (високе шубаре од крзна).                                                  |           |
| Каменорезац         | Каменорезачки занат | Занатлија који обрађује камен и израђује споменике, степенице, портале. (Синоним: клесар)                 |           |
| Касапин             | Касапски занат      | Занатлија који се бави клањем стоке и продајом меса. (Синоним: месар)                                     |           |
| Катранџија          | Катранџијски занат  | Занатлија који се бави који производњом катрана.                                                          |           |
| Кафеџија            | Кафеџијски занат    | Власник или послужитељ у кафани. (Стари назив: кахвеџија)                                                 |           |
| Кломпар             | Кломпарски занат    | Мајстор који израђује дрвену обућу (кломпе).                                                              |           |
| Књиговезац          | Књиговезачки занат  | Занатлија који повезује (укоричује) књиге. (Стари назив: муџелит)                                         |           |
| Ковач               | Ковачки занат       | Занатлија који кује гвожђе и израђује алате, потковице и друге металне предмете. (Стари назив: демирлија) |           |
| Колар               | Коларски занат      | Занатлија који израђује и поправља дрвена запрежна кола.                                                  |           |
| Колачар             | Колачарски занат    | Занатлија који прави и продаје колаче. (Синоним: посластичар)                                             |           |
| Кожар               | Кожарски занат      | Занатлија који обрађује сирову кожу. (Синоними: табак, ледерер)                                           |           |
| Корпар              | Корпарски занат     | Занатлија који од прућа плете корпе, балоне за ракију и друге предмете.                                   | [ 5 ]     |
| Кројач              | Кројачки занат      | Занатлија који шије одећу по мери. (Синоними: терзија, шнајдер)                                           |           |

## Л
| Занатлија (Мајстор) | Занат            | Опис                                                                                     | Референце |
| ------------------- | ---------------- | ---------------------------------------------------------------------------------------- | --------- |
| Лимар               | Лимарски занат   | Занатлија који обрађује лим и израђује олуке, кровове, посуђе. (Стари назив: тенечеџија) |           |
| Лицидар             | Лицидерски занат | Занатлија који прави лицидерска срца и друге украшене медењаке.                          |           |
| Лулеџија            | Лулеџијски занат | Мајстор који је израђивао луле за дуван.                                                 |           |

## Љ
| Занатлија (Мајстор) | Занат     | Опис                                                   | Референце |
| ------------------- | --------- | ------------------------------------------------------ | --------- |
| Неговатељ паса      | Нега паса | Особа која се професионално бави негом и шишањем паса. |           |

## М
| Занатлија (Мајстор) | Занат                 | Опис                                                                                                  | Референце |
| ------------------- | --------------------- | --- | --------- |
| Машин-бравар        | Машин-браварски занат | Бравар специјализован за рад на машинама.                                                             |           |
| Механџија           | Механџијски занат     | Власник механе (врста гостионице). (Синоним: ханџија)                                                 |           |
| Модисткиња          | Модискиња             | Занатлија која израђује и украшава женске шешире.                                                     |           |
| Молер               | Молерски занат        | Занатлија који боји (кречи) зидове. (Стари назив: накаш)                                              |           |
| Мутавџија           | Мутавџијски занат     | Занатлија који је на разбоју ткао предмете од козје длаке (кострети), попут торби, покривача и врећа. | [ 6 ]     |

## Н
| Занатлија (Мајстор) | Занат             | Опис                                                             | Референце |
| ------------------- | ----------------- | ---------------------------------------------------------------- | --------- |
| Налбант             | Налбантски занат  | Занатлија који је поткивао коње и волове. (Синоним: поткивач)    |           |
| Нанулџија           | Нанулџијски занат | Занатлија који је израђивао дрвене нануле.                       |           |
| Ножар               | Ножарски занат    | Занатлија који израђује и оштри ножеве. (Стари назив: бичакџија) |           |

## Њ
| Занатлија (Мајстор) | Занат              | Опис                                                    | Референце |
| ------------------- | ------------------ | ------------------------------------------------------- | --------- |
| Његоватељица        | Нега деце и старих | Особа која се професионално бави негом деце или старих. |           |

## О
| Занатлија (Мајстор) | Занат            | Опис                                                                     | Референце |
| ------------------- | ---------------- | ------------------------------------------------------------------------ | --------- |
| Обућар              | Обућарски занат  | Занатлија који израђује и поправља обућу. (Синоними: шустер, кундурџија) |           |
| Опанчар             | Опанчарски занат | Мајстор који израђује традиционалну кожну обућу, опанке.                 |           |
| Оштрач              | Оштрачки занат   | Занатлија који оштри ножеве, маказе и друге алате.                       |           |

## П
| Занатлија (Мајстор) | Занат               | Опис                                                                          | Референце |
| ------------------- | ------------------- | ----------------------------------------------------------------------------- | --------- |
| Папуџија            | Папуџијски занат    | Занатлија који је израђивао папуче. (Синоним: терлукџија)                     |           |
| Педикир             | Педикирски занат    | Занатлија који се бави негом стопала и ноктију на ногама.                     |           |
| Пекар               | Пекарски занат      | Занатлија који пече и продаје хлеб и пециво. (Стари назив: екмеџија)          |           |
| Печаторезац         | Печаторезачки занат | Занатлија који ручно урезује и израђује печате и жигове.                      |           |
| Пиљар               | Пиљарски занат      | Трговац који продаје воће и поврће на пијаци. (Стари назив: бостанџија)       |           |
| Писар               | Писарски занат      | Особа која се професионално бавила писањем докумената.                        |           |
| Позлатар            | Позлатарски занат   | Занатлија који наноси златне листиће на различите подлоге (рамове, иконе).    |           |
| Програмер           | Програмирање        | Стручњак који пише (кодира) компјутерске програме и апликације.               | [ 3 ]     |
| Пушкар              | Пушкарски занат     | Занатлија који израђује и поправља ватрено оружје. (Стари назив: туфекџија)   |           |
| Пчелар              | Пчеларство          | Особа која се бави узгојем пчела и производњом меда. (Стари назив: кованџија) |           |

## Р
| Занатлија (Мајстор) | Занат     | Опис                        | Референце |
| ------------------- | --------- | --------------------------- | --------- |
| Рудар               | Рударство | Радник који ради у руднику. |           |

## С
| Занатлија (Мајстор)        | Занат                         | Опис | Референце |
| -------------------------- | ----------------------------- | --- | --------- |
| Сајџија                    | Сајџијски занат               | Занатлија који поправља и израђује сатове. (Синоним: часовничар)                                                 |           |
| Сакаџија                   | Сакаџијски занат              | Разносач воде за пиће, коју је превозио у бурету на колима (саки).                                               |           |
| Самарџија                  | Самарџијски занат             | Мајстор који израђује самаре (дрвена седла за товарне животиње).                                                 |           |
| Сапунџија                  | Сапунџијски занат             | Занатлија који је ручно производио сапун.                                                                        |           |
| Сарач                      | Сарачки занат                 | Занатлија који израђује предмете од коже, попут коњске опреме, каишева и футрола. Претеча ташнера.               |           |
| Сервисер мобилних телефона | Сервисирање мобилних телефона | Мајстор за поправку мобилних телефона.                                                                           |           |
| Ситар                      | Ситарски занат                | Мајстор који израђује сита, са дрвеним оквиром и дном од мрежице различите густине.                              |           |
| Скелеџија                  | Скелеџијски занат             | Радник који је управљао скелом (врстом сплава) за превоз људи и стоке преко реке.                                |           |
| Содаџија                   | Содаџијски занат              | Занатлија који је производио сода-воду и друге газиране напитке.                                                 |           |
| Стаклар                    | Стакларски занат              | Занатлија који сече и умеће стакло у прозоре и врата. (Синоним: џамџија)                                         |           |
| Стаклодувач                | Стаклодувачки занат           | Мајстор који техником дувања обликује предмете од истопљеног стакла.                                             |           |
| Стругар                    | Стругарски занат              | Мајстор који на стругу обрађује дрво или метал, израђујући предмете попут оклагија, вретена, ногара за намештај. |           |

## Т
| Занатлија (Мајстор) | Занат                  | Опис                                                                       | Референце |
| ------------------- | ---------------------- | -------------------------------------------------------------------------- | --------- |
| Тапетар             | Тапетарски занат       | Занатлија који тапацира (пресвлачи) намештај.                              |           |
| Тату-мајстор        | Тетовирање             | Уметник који техником тетовирања осликава кожу.                            |           |
| Ташнер              | Ташнерски занат        | Занатлија који израђује торбе (ташне), новчанике и друге предмете од коже. |           |
| ТВ механичар        | Сервисирање ТВ уређаја | Мајстор за поправку телевизора и других електронских уређаја.              |           |
| Телефониста         | Телефониста            | Особа која је радила на ручном преспајању телефонских веза.                |           |
| Терзија             | Терзијски занат        | Стари назив за кројача свечаније, градске одеће, често украшене гајтанима. |           |
| Ткач / Ткаља        | Ткачки занат           | Занатлија који на разбоју тка платно, ћилиме и друге тканине.              |           |
| Трикотажер          | Трикотажа              | Занатлија који на машинама за плетење израђује џемпере и другу трикотажу.  |           |

## Ћ
| Занатлија (Мајстор) | Занат              | Опис                                                                                | Референце |
| ------------------- | ------------------ | ----------------------------------------------------------------------------------- | --------- |
| Ћебеџија            | Ћебеџијски занат   | Занатлија који је израђивао вунена ћебад.                                           |           |
| Ћевабџија           | Ћевабџијски занат  | Мајстор специјализован за прављење ћевапа.                                          |           |
| Ћерамиџија          | Ћерамиџијски занат | Занатлија који је производио ћерамиду (врста црепа за кров).                        |           |
| Ћерпиџија           | Ћерпиџијски занат  | Занатлија који је правио ћерпич (непечену циглу од блата и сламе).                  |           |
| Ћилимар / Ћилимарка | Ћилимарство        | Занатлија који тка ћилиме.                                                          |           |
| Ћумурџија           | Ћумурџијски занат  | Занатлија који је производњом дрвеног угља (ћумура) у посебним пећима (ћумуранама). |           |

## У
| Занатлија (Мајстор) | Занат         | Опис                                                                      | Референце |
| ------------------- | ------------- | ------------------------------------------------------------------------- | --------- |
| Ужар                | Ужарски занат | Мајстор који упредањем влакана (кудеље, конопље) израђује ужад и конопце. |           |

## Ф
| Занатлија (Мајстор) | Занат              | Опис                                                            | Референце |
| ------------------- | ------------------ | --------------------------------------------------------------- | --------- |
| Фијакериста         | Фијакеристки занат | Кочијаш који је управљао фијакером (врстом кочије).             |           |
| Филигран            | Филигрански занат  | Уметнички занат израде накита од танке сребрне или златне жице. |           |
| Фотограф            | Фотографски занат  | Занатлија и уметник који ствара фотографије.                    |           |
| Фризер              | Фризерски занат    | Занатлија који се бави негом и обликовањем косе.                |           |

## Х
| Занатлија (Мајстор) | Занат                | Опис                                                                          | Референце |
| ------------------- | -------------------- | ----------------------------------------------------------------------------- | --------- |
| Халач               | Халачки занат        | Занатлија који је помоћу специјалног алата растресао и чистио вуну или памук. | [ 1 ]     |
| Хаузмајстор         | Хаузмајсторски занат | Особа која се професионално бави одржавањем и ситним поправкама у зградама.   |           |

## Ц
| Занатлија (Мајстор) | Занат           | Опис                                                                           | Референце |
| ------------------- | --------------- | ------------------------------------------------------------------------------ | --------- |
| Циглар              | Цигларски занат | Занатлија који производи циглу (опеку).                                        |           |
| Цревар              | Цреварски занат | Занатлија који обрађује и припрема животињска црева за прехрамбену индустрију. |           |

## Ч
| Занатлија (Мајстор) | Занат             | Опис                                                                      | Референце |
| ------------------- | ----------------- | ------------------------------------------------------------------------- | --------- |
| Четкар              | Четкарски занат   | Мајстор који ручно израђује четке од животињске длаке или биљних влакана. |           |
| Чибукџија           | Чибукџијски занат | Мајстор који је израђивао чибуке (дугачке луле за дуван).                 |           |
| Чизмар              | Чизмарски занат   | Занатлија специјализован за израду и поправку чизама.                     |           |

## Џ
| Занатлија (Мајстор) | Занат            | Опис                                | Референце |
| ------------------- | ---------------- | ----------------------------------- | --------- |
| Џамџија             | Стакларски занат | Стари назив за стаклара.            |           |
| Џевахирџија         | Јувелирски занат | Стари назив за драгуљара, јувелира. | [ 2 ]     |

## Ш
| Занатлија (Мајстор) | Занат             | Опис                              | Референце |
| ------------------- | ----------------- | --------------------------------- | --------- |
| Шајкаџија           | Шајкаџијски занат | Занатлија који је правио шајкаче. |           |
| Шеширџија           | Шеширџијски занат | Занатлија који израђује шешире.   |           |